# Kuno Barth
Kuno Barth (* 13. Dezember 1906 in Stuttgart; † 14. Oktober 1994 ebenda) war ein deutscher Rechts- und Wirtschaftswissenschaftler.

## Leben und Werdegang
Kuno Barth besuchte das Eberhard-Ludwigs-Gymnasium Stuttgart und studierte von 1925 bis 1930 Rechts- und Staatswissenschaften in Tübingen, Berlin und Kiel. 1929 schloss er das Studium als Diplom-Volkswirt ab; 1930 legte er die erste, 1933 die zweite Prüfung für den höheren Justizdienst ab. Er gehörte der SA an. Bis 1938 war er als stellvertretender Amtsrichter und Hilfsstaatsanwalt tätig. Er quittierte den Dienst in der immer nationalsozialistischeren Justiz und promovierte an der Universität Tübingen 1939 zum Dr. jur. über "Das Werden des Gemeinschaftsdenkens im Vollstreckungsrecht, insbesondere bei der Anwendung des Vollstreckungsmißbrauchsgesetzes". Kurz darauf wurde er zusätzlich in den Wirtschaftswissenschaften promoviert, und zwar mit einer Dissertation über "Die Jahresbilanz, ihre wirtschaftliche Bedeutung und rechtliche Regelung, systematisch und geschichtlich dargestellt anhand der Ergebnisse der heutigen Bilanztheorie". Schon neben der Arbeit an den Dissertationen war er beratend für Unternehmen tätig, und ab 1940 arbeitete er in der Wirtschaftsprüfung. Von 1943 bis Kriegsende musste er Kriegsdienst leisten, erst 1948 kehrte er aus britischer Kriegsgefangenschaft heim. Danach nahm er seine Arbeit in der Wirtschaftsprüfung wieder auf und machte sich 1952 als Wirtschaftsprüfer und Steuerberater selbständig.
1957 habilitierte er sich bei Rudolf Johns in Tübingen für Allgemeine Betriebswirtschaftslehre und Betriebliche Steuerlehre. 1963 wurde er auf den Lehrstuhl für Steuerrecht und Öffentliches Recht der Universität Mannheim berufen. Barth nahm vielfältig Stellung zu aktuellen steuer- und bilanzrechtlichen Fragen und stand der "Revolutionierung der Schüler" und Hochschüler kritisch gegenüber.

## Werke (Auswahl)
- Die Jahresbilanz der Unternehmung. Stuttgart 1950
- Die Bewertung mit eisernen Beständen. Stuttgart 1951
- Die Entwicklung des deutschen Bilanzrechts. 2 Bände, Stuttgart 1953/1955

Festschrift für Kuno Barth
- Steuerlast und Unternehmungspolitik. Herausgegeben von Karl Oettle unter Mitarbeit von Siegfried Grötzinger, Wolfgang Geiss, Günter Lutz und Rudolf Mahnkopf. Kuno Barth zum fünfundsechzigsten Geburtstag. Stuttgart 1971